# Pierre Petit (astronom)
Pierre Petit (8. prosince 1594 Montluçon – 20. srpna 1677 Lagny-sur-Marne) byl francouzský astronom, fyzik a matematik.

## Život
Sloužil jako vojenský inženýr a geograf za vlády Ludvíka XIII. a Ludvíka XIV. Za svůj život se setkal s mnoha známými osobnostmi (Etienne Pascal, Blaise Pascal a René Descartes). Roku 1633 se začal věnovat vědám a odstěhoval se do Paříže, později se stal členem Akademie v Montmoru. Dne 4. dubna 1667 se stal členem Královské společnosti.
Zemřel v Lagny-sur-Marne roku 1677.